# .45
.45 es una película independiente del año 2006 (estrenada en DVD el 27 de abril de 2007), escrita y dirigida por Gary Lennon, protagonizada por Milla Jovovich, y producida por Brad Wyman y Donald Kushner (los mismos productores de Monster). La película es una mezcla de thriller y humor negro, que trata sobre la violencia doméstica y sus consecuencias en el Nueva York de mediados de los setenta.

## Sinopsis
.45 trata de una pareja de pequeños delincuentes en el barrio de Hell's Kitchen, en Nueva York, durante la década de 1970. Cuando un traficante de armas y drogas abusa de Kat (Milla Jovovich), esta idea un plan para acusarlo de asesinato.

## Reparto
| Actor             | Personaje            |
| ----------------- | -------------------- |
| Milla Jovovich    | Kat                  |
| Angus McFadyen    | Big Al               |
| Stephen Dorff     | Reilly               |
| Aisha Tyler       | Liz                  |
| Sarah Strange     | Vic                  |
| Vincent Laresca   | Jose                 |
| Tony Munch        | Clancy               |
| Kay Hawtrey       | Marge                |
| Hardee T. Lineham | Padre Duffel         |
| Dawn Greenhalgh   | Fran                 |
| Nola Augustson    | Gertie               |
| John Gordon       | Danny                |
| Shawn Campbell    | Propietario original |